# Leopold Buzek
Leopold Buzek (15. listopadu 1925 – ???) byl český a československý politik a poúnorový bezpartijní poslanec Národního shromáždění ČSR.

## Biografie
Ve volbách roku 1954 byl zvolen do Národního shromáždění jako bezpartijní ve volebním obvodu Místek-Lískovec. V parlamentu setrval do konce funkčního období, tedy do voleb roku 1960.
K roku 1954 je profesně uváděn jako plánovač a „vzorný pracovník“ železáren Stalingrad v Lískovci.